# بيير مونيريه
بيير مونيريه (بالفرنسية: Pierre Monneret)‏ كان متسابق دراجات نارية فرنسي. نافس في سباقات بطولة العالم لفئة 500 سي سي ولفئة 350 سي سي ولفئة 125 سي سي ولفئة 50 سي سي.

## روابط خارجية
- بيير مونيريه على موقع MotoGP.com (الإنجليزية)